# Louis Rutgers van Rozenburg
Jhr Louis Rutgers van Rozenburg (Amsterdam, 11 oktober 1877 - Baarn, 6 november, 1966) was bijna 29 jaar lang burgemeester van de Nederlandse gemeente Eemnes.
Rutgers van Rozenburg was een zoon van Louis Rutgers van Rozenburg en Catharina Elizabeth Schouwenburg. Hij huwde in 1905 Henriette Elisabeth van Hardenbroek van Lockhorst.
Op 28 mei 1907 volgde hij Jhr Cornelis Röell op, die eerder dat jaar was overleden. In de naoorlogse ambtsperiode steeg het inwoneraantal van Eemnes van 1315 naar 1937. Na herbenoemingen werd 19 mei 1932 het 25-jarig ambtsjubileum gevierd. Begin december 1936 deelt Rutgers van Rozenburg mee, dat hij met ingang van 1 januari 1936 zijn ontslag heeft aangevraagd.
Bij Koninklijk besluit van 22 februari 1917 werd aan Jhr. L. Rutgers van Rozenburg de zilveren „Watersnood-medaille" uitgereikt. In de nacht van donderdag op vrijdag 13/14 januari 1916 was er een hevige storm, die een deel van de Baarnsedijk weg sloeg. Er was een overstroming, ook ten westen van de dijk. Rutgers van Rozenburg had zich in zijn getroffen gemeente bijzonder verdienstelijk gemaakt.
Op 12 maart 1936 werd hij opgevolgd door P.A.L. van Ogtrop. In 1966 werd hij begraven op de Nieuwe algemene begraafplaats in Baarn. Rutgers van Rozenburg was Ridder in de Orde van Oranje-Nassau.